# Alois Musil
Alois Musil (ur. 30 czerwca 1868 w Rychtarzowie, zm. 12 kwietnia 1944 w Otrybach) – morawski ksiądz katolicki, biblista, geograf, orientalista i podróżnik.

## Biogram
W 1895 r. ukończył fakultet teologiczny na uniwersytecie w Ołomuńcu. Potem studiował w Jerozolimie i Bejrucie. Podróżował na Bliskim Wschodzie (do 1915 r.), gdzie odkrył Letni Pawilon Kasr Amra z freskami z 744 r.

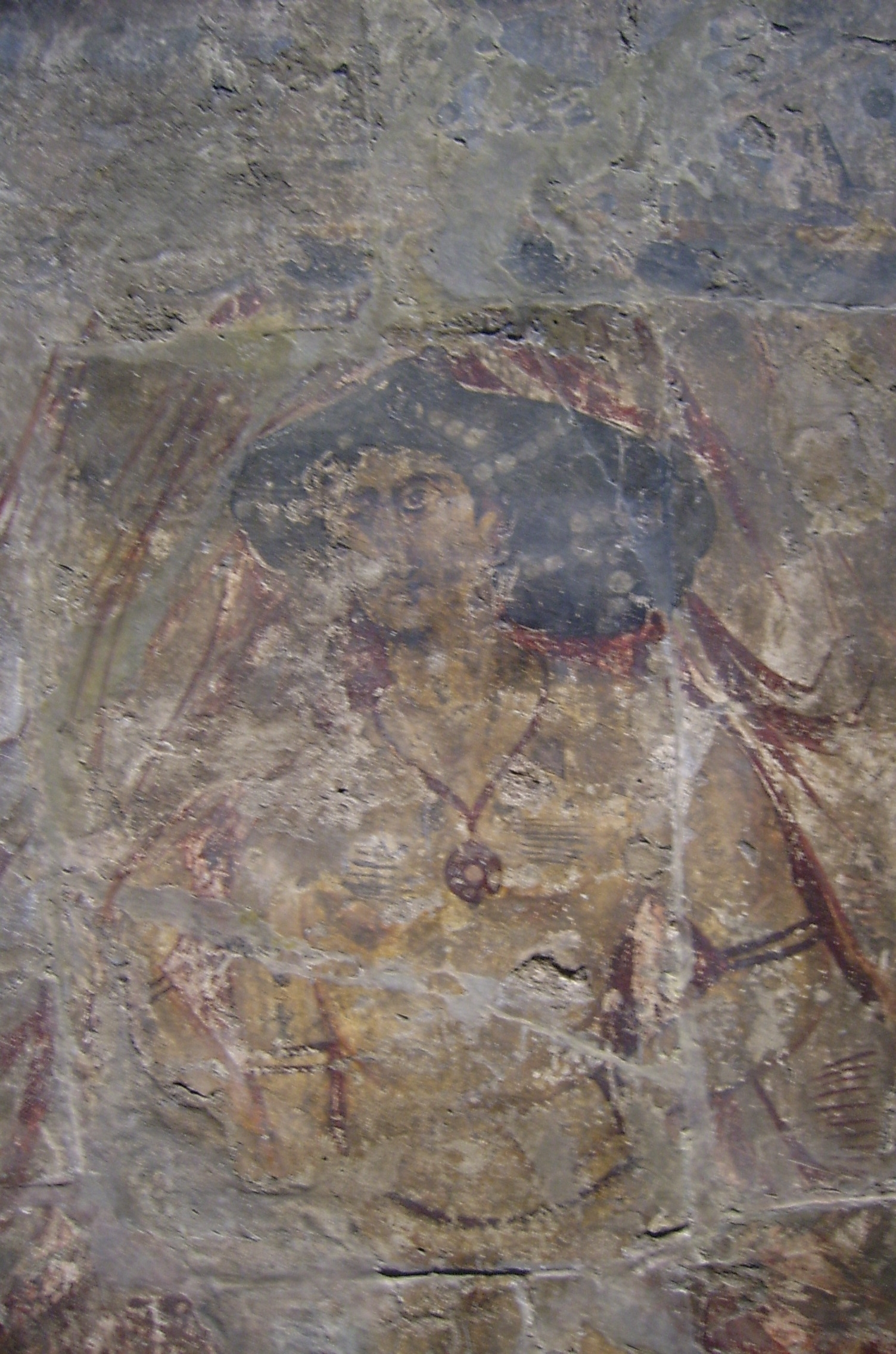
Freski z Kasr Amra

Od 1900 docent, a w latach 1902–1909 profesor biblistyki na fakultecie teologicznym w Ołomuńcu. Potem profesor pomocniczych nauk biblijnych i języka arabskiego na uniwersytecie w Wiedniu (1909–1920).
W czasach I wojny światowej tajny cesarski radca z rangą generała-majora cywilnego.
W latach 1919–1938 profesor języka arabskiego i pomocniczych nauk orientalnych na fakultecie filozoficznym Uniwersytetu Karola w Pradze.
Członek Czeskiej Akademii Nauk i Sztuk Pięknych, Królewskiego Czeskiego Towarzystwa Naukowego, oraz współzałożyciel Praskiego Instytutu Orientalnego (1922).

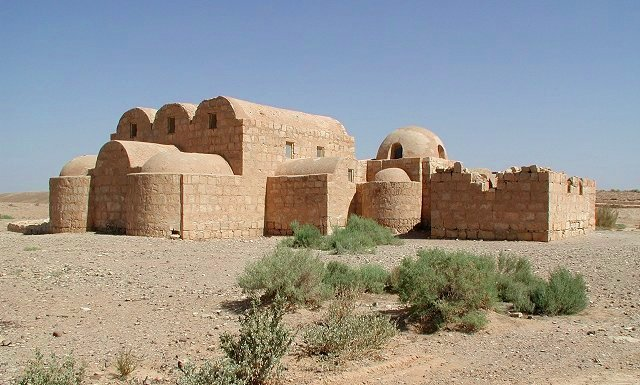
Zamek Kasr Amra

Był również wykładowcą w Anglii (1923–1924) i w Stanach Zjednoczonych (1926–1928). Jest autorem książek Po stopách událostí Starého Zákona (1906), Arabia Petraea (1907–1908), Quasajr (czy Quasr) Amra (1907), Mezi Eufratem a Tigridem (1935), Ve stínu křižáckého hradu (1935), S kočovníky do pouště (1941).